# Аракин, Владимир Дмитриевич
Влади́мир Дми́триевич Ара́кин (1904, Москва — 1983, Москва) — советский лингвист, филолог, доктор филологических наук, профессор. Владел более чем 30 языками.

## Биография
Родился в Москве 19 июля 1904 года.
В 1926 году окончил по специальности «Турецкий язык и литература» Ленинградский институт восточных языков (отделение Ближнего Востока); занимался также на японском и персидском отделениях. В 1926—1930 годах проходил обучение в МГУ по специальности «Английский язык».
Работал преподавателем английского языка в московском техникуме иностранных языков (1930—1932) и в Военной академии им. М. В. Фрунзе (1931—1941), а также старшим библиотекарем Всесоюзной библиотеки им. В. И. Ленина (1930—1941). С 1942 года преподавал на факультете иностранных языков в Московском городском педагогическом институте им. В. П. Потёмкина.
В апреле 1934 года был призван в ряды РККА; служил в ГРУ Красной армии. В 1943 году, с 19 сентября по 9 ноября, был на фронте Великой Отечественной войны. С 1943 по 1947 год — начальник кафедры скандинавских языков Военного института иностранных языков Советской Армии.
С 1944 года до своей смерти возглавлял кафедру лексики и фонетики МПГИ им. В. И. Ленина; в 1958—1983 годах был заведующим кафедрой иностранных языков, а позднее кафедрой английского языка; в 1950-х годах, одновременно преподавал на филологическом факультете шведский и норвежский языки, а также историю этих языков.
Преподавал также во многих других вузах страны, в том числе в ведущем высшем учебном заведении страны — МГУ им. М. В. Ломоносова.
Под руководством профессора В. Д. Аракина было защищено около 100 кандидатских и докторских диссертаций, включая оппонирование диссертаций, по романо-германской филологии.
Был старшим научным сотрудником сектора методики преподавания иностранных языков АПН РСФСР.
Под редакцией В. Д. Аракина была создана 5-томная серия учебников «Практический курс английского языка», по которым не одно десятилетие учились и продолжают учиться студенты многих университетов и педагогических вузов. В этом учебнике было предложено описание английского языка с позиции сопоставительного метода его изучения, разработана система занятий и упражнений.
Умер в Москве 1 ноября 1983 года. Похоронен на Пятницком кладбище.